# Michelle Andres
Pour les articles homonymes, voir Andres (homonymie).
Michelle Andres, née le 26 mai 1997 à Baden, est une coureuse cycliste suisse. Elle pratique le cyclisme sur piste.

## Palmarès sur piste

### Championnats du monde
- Roubaix 2021
  - 8e de l'élimination
  - 8e de la poursuite par équipes (avec Cybèle Schneider, Léna Mettraux et Fabienne Buri)
  - 11e de l'américaine (avec Léna Mettraux)
- Saint-Quentin-en-Yvelines 2022
  - 20e de l'élimination

### Coupe des nations
- 2021
  - 3e de l'américaine à Saint-Pétersbourg (avec Aline Seitz)
  - 3e de la poursuite par équipes à Saint-Pétersbourg (avec Aline Seitz, Léna Mettraux et Fabienne Buri)
- 2022
  - 2e du classement général de l'élimination

### Championnats d'Europe
- 2020
  - 6e de l'américaine (avec Aline Seitz)
  - 6e de l'élimination
  - 9e de la poursuite
- 2021
  - 4e de l'américaine (avec Léna Mettraux)
  - 9e de la poursuite par équipes (avec Cybèle Schneider, Léna Mettraux et Fabienne Buri)
- 2022
  - 5e de l'élimination
  - 7e de l'américaine (avec Aline Seitz)
  - 7e de la poursuite par équipes (avec Aline Seitz, Léna Mettraux et Fabienne Buri)
- 2023
  - 8e de l'élimination
  - 9e de l'américaine (avec Aline Seitz)

### Championnats de Suisse
- 2017
  -  Championne de Suisse de l'américaine (avec Aline Seitz)
- 2019
  - 2e de l'américaine (avec Aline Seitz)
- 2020
  - 2e de l'élimination
  - 3e de l'omnium
  - 3e de la course aux points
  - 3e du scratch
- 2023
  - 2e de l'élimination
- 2024
  -  Championne de Suisse de course aux points
  -  Championne de Suisse d'omnium
- 2025
  -  Championne de Suisse de course aux points
  -  Championne de Suisse d'omnium
  -  Championne de Suisse de course à l'élimination

### Autres
- 2017
  - 3e du Grand Prix de Vienne (américaine) (avec Verena Eberhardt)
  - 3e des Quatre Jours de Genève (américaine) (avec Aline Seitz)
- 2021
  - 2e de Trofeu Alves Barbosa (américaine) (avec Aline Seitz)
  - 3e de St-Pétersbourg (américaine) (avec Aline Seitz)
  - 3e de St-Pétersbourg (poursuite par équipes) (avec Aline Seitz, Léna Mettraux et Fabienne Buri)
- 2022
  - Memorial Miquel Poblet (américaine) (avec Léna Mettraux)
  - 3e du Grand Prix Aigle (américaine) (avec Léna Mettraux)
  - 3e du Grand Prix Odense (avec Nora Tveit)

## Palmarès sur route
- 2014
  - 2e du championnat de Suisse du contre-la-montre juniors
  - 7e du championnat d'Europe du contre-la-montre juniors

### Classements mondiaux
| Année                                 | 2022  |
| ------------------------------------- | ----- |
| Classement UCI                        | 1155e |
|                                       |       |
| Légende : nc = non classéSource : UCI |       |